# 穩城站
穩城站（韓語：온성역）是朝鮮民主主義人民共和國咸镜北道稳城郡稳城邑的一個鐵路車站，属于咸北线。

## 邻近车站
咸北线
世仙站 - 穩城站 - 丰仁站